# كريستوفر أدلر
كريستوفر أدلر (بالإنجليزية: Christopher Adler) هو عازف بيانو وملحن أمريكي، ولد في 1972.

## وصلات خارجية
- كريستوفر أدلر على موقع ميوزك برينز (الإنجليزية)
- الموقع الرسمي